# Pozuelo (Soria)
Pozuelo es una aldea deshabitada y en completa ruina, que pertenece al Ayuntamiento de Carrascosa de Abajo, Tierra de Caracena, provincia de Soria, Región de Castilla y León, España.
También perteneció a la diócesis de Sigüenza hasta 1957, pero actualmente el templo ruinoso es propiedad del Obispo de Osma.

## Historia
En 1752 el catastro de Ensenada testimoniaba 14 casas en este lugar y ningún tipo de comercio salvo la agricultura, la ganadería y la explotación de algunas colmenas.
Más tarde Pascual Madoz en 1849 daba cuenta de sus 44 vecinos.

## Pasado y presente
Perteneció a la Comunidad de Villa y Tierra de Caracena, que es hoy una de las comarcas más despobladas de España, debido principalmente a la falta de inversiones y a las malas comunicaciones.

## Situación actual
Actualmente el pueblo se encuentra en estado de ruina avanzada; sólo la Iglesia y unas cuantas casas han sobrellevado "bien" el paso del tiempo, las demás están en ruina o en camino de serlo pronto. A muchas casas sólo les queda un muro frontal y desafían la ley de la gravedad. 
El pueblo se vio abandonado completamente en octubre de 1968. Las cuatro familias que quedaban vendieron el pueblo a un hacendado, poniendo punto final a la historia del pueblo. Todo se debió a la mecanización del campo y la escasez del agua. No había ya más porvenir en el pueblo y la gente partió hacia lugares más prósperos, como Madrid y Barcelona.